# Roscoea cautleyoides
Espèce
Classification phylogénétique
Roscoea cautleyoides est une espèce de plantes du genre Roscoea et de la famille des Zingiberaceae.

## Description

Fleur

## Synonymes
- Roscoea capitata var. purpurata Gagnep., (1901 publ. 1902)
- Roscoea cautleyoides f. atropurpurea Cowley, (2007)
- Roscoea cautleyoides var. pubescens (Z.Y.Zhu) T.L.Wu, (1997 publ. 1998)
- Roscoea cautleyoides var. purpurea (Gagnep.) Stapf, (1926)
- Roscoea cautleyoides f. sinopurpurea Cowley, (2007)
- Roscoea chamaeleon Gagnep., (1901 publ. 1902)
- Roscoea pubescens Z.Y.Zhu, (1988)
- Roscoea sinopurpurea Stapf, (1926), nom. superfl.
- Roscoea yunnanensis Loes., (1923)
- Roscoea yunnanensis var. purpurata (Gagnep.) Loes., (1923), nom. illeg.